# Panurginus picipes
Panurginus picipes là một loài Hymenoptera trong họ Andrenidae. Loài này được Morawitz mô tả khoa học năm 1890.